# Hervé Koffi
Kouakou Hervé Koffi (* 16. Oktober 1996 in Bobo-Dioulasso) ist ein burkinischer Fußballtorhüter.

## Karriere

### Verein
Koffis erste Station im Seniorenbereich war der Racing Club Bobo-Dioulasso in seiner Heimatstadt, mit dem er 2015 die Landesmeisterschaft gewann. Anschließend verbrachte er zwei Spielzeiten in der Elfenbeinküste beim ASEC Mimosas und auch dort wurde er nationaler Meister. Von dort wechselte er 2017 nach Europa zum französischen Erstligisten OSC Lille, der ihn für fünf Jahre verpflichtete.
Als zweiter Torhüter rückte er am 3. Spieltag der Saison 2017/18 bei der 0:2-Niederlage gegen SM Caen aufgrund einer Sperre von Mike Maignan erstmals in die Startelf.
Für die Spielzeit 2019/20 wurde er an Belenenses SAD ausgeliehen, wo er trotz kleinerer Verletzungen in 20 Ligaspielen zum Einsatz kam. In der darauffolgenden Saison wurde das Leihgeschäft bei Royal Excel Mouscron, einem belgischen Kooperationsverein des OSC Lille, fortgesetzt. Dort bestritt Koffi sämtliche Ligaspiele. Nach dem sportlichen Abstieg von Mouscron kehrte er am Ende der Saison zu Lille zurück.
Am 6. Juli 2021 unterschrieb Koffi bei Sporting Charleroi einen Vertrag für drei Spielzeiten mit der Option für eine weitere Saison. In seiner ersten Saison bestritt er 32 von 40 möglichen Ligaspielen für Charleroi sowie ein Pokalspiel. In der nächsten Saison waren es 28 von 34 möglichen Ligaspielen und erneut ein Pokalspiel. In der Saison 2023/24 wurde er bei 32 von 36 möglichen Ligaspielen und zwei Pokalspielen eingesetzt. Im Sommer 2024 folgte dann für eine Ablösesumme von 2,5 Millionen Euro der Wechsel zum RC Lens in die französische Ligue 1.

### Nationalmannschaft
2015 wurde Koffi in die U23-Auswahl seines Landes berufen, mit der er bei den Afrikaspielen das Finale erreichte.
Sein erstes A-Länderspiel für Burkina Faso bestritt er am 26. März 2016 beim 1:0 im Qualifikationsspiel für den Afrika-Cup 2017 gegen Uganda.
Nach der erfolgreichen Qualifikation wurde Koffi von Nationaltrainer Paulo Duarte für das Turnier in Gabun nominiert. Er kam in allen sechs Spielen zum Einsatz und belegte mit seiner Mannschaft am Ende des Turniers den dritten Platz.
Nachdem Burkina Faso die Qualifikation für das Turnier 2019 verpasst hatte, stand er beim Afrika-Cup 2022 erneut im Kader seines Heimatlandes. Koffi wurde in fünf Spielen eingesetzt. Bei der 1:3-Niederlage im Halbfinalspiel gegen den späteren Sieger Senegal musste Koffi in der 36. Spielminute beim Stand von 0:0 nach einem Zusammenprall mit Cheikhou Kouyaté ausgewechselt werden. Verletzungsbedingt verpasste er das Spiel um den dritten Platz gegen Kamerun.

## Erfolge
- Burkinischer Meister: 2015
- Ivorischer Meister: 2017